# Bonesmashing
Ten artykuł opisuje teorie, metody lub czynności niezgodne ze współczesną wiedzą medyczną.
Bonesmashing – niebezpieczna praktyka polegająca na uderzaniu twarzy (np. przy użyciu młotka), stosowana głównie wśród członków niektórych internetowych subkultur. Jej celem jest poprawa struktury twarzy poprzez wywołanie mikrouszkodzeń kości. Zwolennicy tej metody wierzą, że powtarzane uderzenia w kości twarzy mogą stymulować naturalny proces regeneracji kości, co rzekomo prowadzi do ich wzmocnienia i poprawy wyglądu fizycznego. Ta technika jest silnie krytykowana przez specjalistów medycznych jako potencjalnie szkodliwa i nieefektywna.

## Historia i popularność
Bonesmashing zyskał na popularności w internecie w latach 20. XXI wieku w ramach różnych forów i grup związanych z subkulturami inceli, manosfery oraz tzw. looksmaxingu, czyli działań mających na celu maksymalizację fizycznej atrakcyjności. Użytkownicy tych platform dzielili się sugestiami dotyczącymi różnych metod samodzielnej modyfikacji wyglądu, w tym właśnie bonesmashingu. Praktyka ta była promowana jako sposób na poprawę wyglądu kości twarzy, w szczególności szczęki i kości policzkowych.

## Metoda
Praktyka bonesmashingu polega na celowym uderzaniu lub naciskaniu na różne obszary twarzy za pomocą pięści, narzędzi lub innych przedmiotów, w nadziei na wywołanie mikropęknięć w kościach. Zwolennicy tej metody uważają, że proces gojenia się tych mikrouszkodzeń może prowadzić do wzmocnienia kości, podobnie jak w przypadku regeneracji mięśni po treningu siłowym.
Jednakże, nie ma naukowych dowodów na poparcie tej hipotezy. Proces regeneracji kości nie działa w ten sposób, a celowe uszkadzanie kości twarzy może prowadzić do długotrwałych problemów zdrowotnych, w tym deformacji, infekcji i trwałych uszkodzeń nerwów.

## Potencjalne zagrożenia
Lekarze i specjaliści ostrzegają, że bonesmashing może prowadzić do poważnych urazów. Do potencjalnych skutków ubocznych należą:
- Trwałe uszkodzenia kości twarzy, takie jak deformacje lub asymetria.
- Uszkodzenia nerwów, które mogą prowadzić do utraty czucia w niektórych częściach twarzy.
- Infekcje wynikające z otwartych ran lub urazów.
- Przewlekły ból związany z urazami kości lub stawów[3].

## Krytyka
Praktyka bonesmashingu została szeroko skrytykowana przez społeczność medyczną. Wielu ekspertów zwraca uwagę na to, że ta metoda opiera się na błędnym rozumieniu procesów biologicznych, a jej zwolennicy mogą narażać się na poważne urazy w pogoni za nierealistycznymi standardami piękna. Krytycy zaznaczają również, że praktyka ta jest częścią szerszego problemu związanego z niezdrowym podejściem do modyfikacji wyglądu, które są promowane w niektórych subkulturach internetowych.

## Alternatywne podejścia
Lekarze i specjaliści w dziedzinie medycyny estetycznej zaznaczają, że poprawa wyglądu twarzy, jeśli jest potrzebna, powinna być przeprowadzana wyłącznie pod opieką profesjonalistów, takich jak chirurdzy plastyczni lub ortodonci. Istnieje wiele bezpiecznych i skutecznych metod korekty wyglądu twarzy, w tym zabiegi chirurgiczne oraz nieinwazyjne terapie estetyczne, które przynoszą znacznie lepsze rezultaty bez ryzyka poważnych urazów.